# A német megszállás áldozatainak emlékműve
A német megszállás áldozatainak emlékműve (a médiában német megszállási emlékmű) a budapesti Szabadság téren felállított szoborkompozíció, amely azoknak az embereknek állít emléket, akiknek halála vagy meghurcoltatása Magyarország 1944-es német megszállásához köthető. Általánosabb értelemben az emlékmű „…arra hivatott, hogy kifejezze azt a fájdalmat és megpróbáltatást, amelyet szabadsága elvesztése miatt a magyar nemzet érzett és elszenvedett. Mindannyiunkat arra emlékeztet, hogy hazánk függetlenségének elvesztése tragikus következményekkel járt. Sok százezer ember életét követelte, és további millióknak okozott tengernyi szenvedést.”
Párkányi Raab Péter alkotása 2014. július 20-ra virradó éjjel állították fel. A kompozíció központjában Gábriel arkangyal, Magyarország patrónusa áll egy kannelúrás oszlop csonkján, behunyt szemmel, széttárt karokkal. Az egyik szárnya hiányzik, azt a testére csavarodó drapéria ellebbenő vége helyettesíti. Az angyal jobb kezében az országalma van, illetve éppen kihull a kezéből, amire a náci Németországot jelképező sas készül lecsapni. A sas jobb lábán „1944” feliratú gyűrű van. Az alakok egy tizenhárom, részben csonka oszlopból álló, hét méter magas, timpanonos kapuzatban állnak, amelyen „A német megszállás áldozatainak emlékműve” felirat olvasható, az egyik oszloptorzó felirata pedig „Az áldozatok emlékére”.
A szoborelemek felületét az esetleges vandalizmus megakadályozása érdekében antigraffiti-bevonattal kezelték. A mű koncepcióját, szimbolikáját számos kritika és tiltakozó vélemény kifogásolta, és noha a kormányzat részéről további egyeztetéseket ígértek, az emlékművet mégis eredeti formájában állították fel avatás nélkül, a nyilvánosság kizárásával.

## Vita az emlékmű szimbolikájáról
Az emlékmű létrehozásáról egy 2013. december 31-én kelt kormányhatározat rendelkezett. A rendkívül ambiciózus, két és fél hónapos határidő kitűzése után nem egészen három héttel, január 19-én kerültek nyilvánosságra az emlékmű tervei. Másnap a Magyarországi Zsidó Hitközségek Szövetsége (Mazsihisz) tiltakozott az emlékmű felállítása ellen, mondván hogy a koncepció azt sugallja, hogy Magyarország tétlen és vétlen áldozata volt a német megszállásnak, mintha a magyar hatóságok az ország megszállása után nem nyújtottak volna hathatós segítséget közel félmillió zsidó haláltáborba deportálásában.
A szobrot alkotó Párkányi Raab Péter elmondása szerint a szobor a Hősök terén álló Millenniumi emlékmű parafrázisa. „Az én széttárt karú angyalom kezében van az országot jelképező országalma, amint éppen kiesik Gábriel ujjai közül. Ezt mindenki figyelmen kívül hagyta, pedig ez a kicsi tárgy a főszereplő. A műleírás tehát a következő gondolatot akarta közvetíteni: az államot és ezen keresztül az áldozatokat a hazánk patrónusa, Gábriel kezéből kihulló országalma testesíti meg. Annak az arkangyalnak a kezéből, aki ezer évig védett bennünket, most viszont lehunyt szemmel tűri, ahogy lecsap rá a birodalmi sas – ami egyébként, a vádakkal ellentétben nem is birodalmi sas” Hangsúlyozta továbbá, hogy a mű nem holokauszt-emlékmű.

## Az emlékmű felállítása
Január 22-én az V. kerületi képviselő-testület megadta a hozzájárulást az emlékmű létrehozásához. A tervezett emlékművet bírálta a német és az izraeli nagykövetség, február 2-án pedig több száz fő részvételével civil, ellenzéki tiltakozásra is sor került. Február 6-án Lázár János miniszterelnökségi államtitkár tárgyalt a zsidóság képviselőivel, de nem született megegyezés, és így február 9-én a Mazsihisz a holokauszt-emlékév bojkottjáról döntött.
Február 20-án Orbán Viktor miniszterelnök azt javasolta a Mazsihisznek, hogy a választásokig függesszék föl az emlékmű munkálatait, illetve az ez elleni tiltakozó kampányt, majd húsvét után tegyenek újabb kísérletet a megegyezésre. Április 8-án, két nappal a választás után megkezdődött az emlékmű felépítése. A tervezett egyeztetés elmaradt.
Másnaptól a Szabadság téren folyamatos tiltakozási akció kezdődött. Az építési területet körbevevő kordont a tüntetők esténként elbontották, arra tiltakozó feliratokat festettek. A rendőrség ismételten fellépett a tüntetők ellen, néhányukat őrizetbe vette. Egyes demonstrálók május 9-én megrovást kaptak az ügyészségtől. Orbán Viktor miniszterelnök április 29-én „kocsmapultnál zajló olcsó politikai lökdösődésként” minősítette az eseményeket.
A tüntetők a helyszínen „Eleven Emlékmű” néven élő kiállítást rögtönöztek a német megszállás nyomán elhurcoltakra emlékeztető tárgyakból, fényképek, levelek másolataiból, és ősi szokásnak megfelelően kavicsokat helyeztek el. Ez a kiállítás folyamatosan alakult, fejlődött, változott az építkezés és a tüntetések során.
Július 20-ra virradó éjjel a rendőrség kiürítette és lezárta a Szabadság teret, majd rendőri védelem mellett helyükre emelték az arkangyalt és a sast ábrázoló szobrokat. Július 20-án, amikor a teret ismét megnyitották a közönség előtt, a tiltakozók tojásokkal és kefirrel dobálták meg az elkészült emlékművet, ezért szabálysértési eljárást indított ellenük a rendőrség. A téren megjelent Tóbiás József, Karácsony Gergely és Lendvai Ildikó is. Gulyás Márton, a Krétakör vezetője július 21-én egy nagy tükröt helyezett el a szoborcsoport előtt, hogy a szökőkút felől ne is látszódjon az emlékmű. A kormányzat részéről soha senki nem jelent meg, az emlékművet hivatalosan nem is avatták fel, Lázár János Miniszterelnökséget vezető miniszter már a felállítás után egy nappal úgy nyilatkozott, hogy azt nem is fogják felavatni.

## Bírálatok az emlékmű idegen nyelvű felirataival kapcsolatban

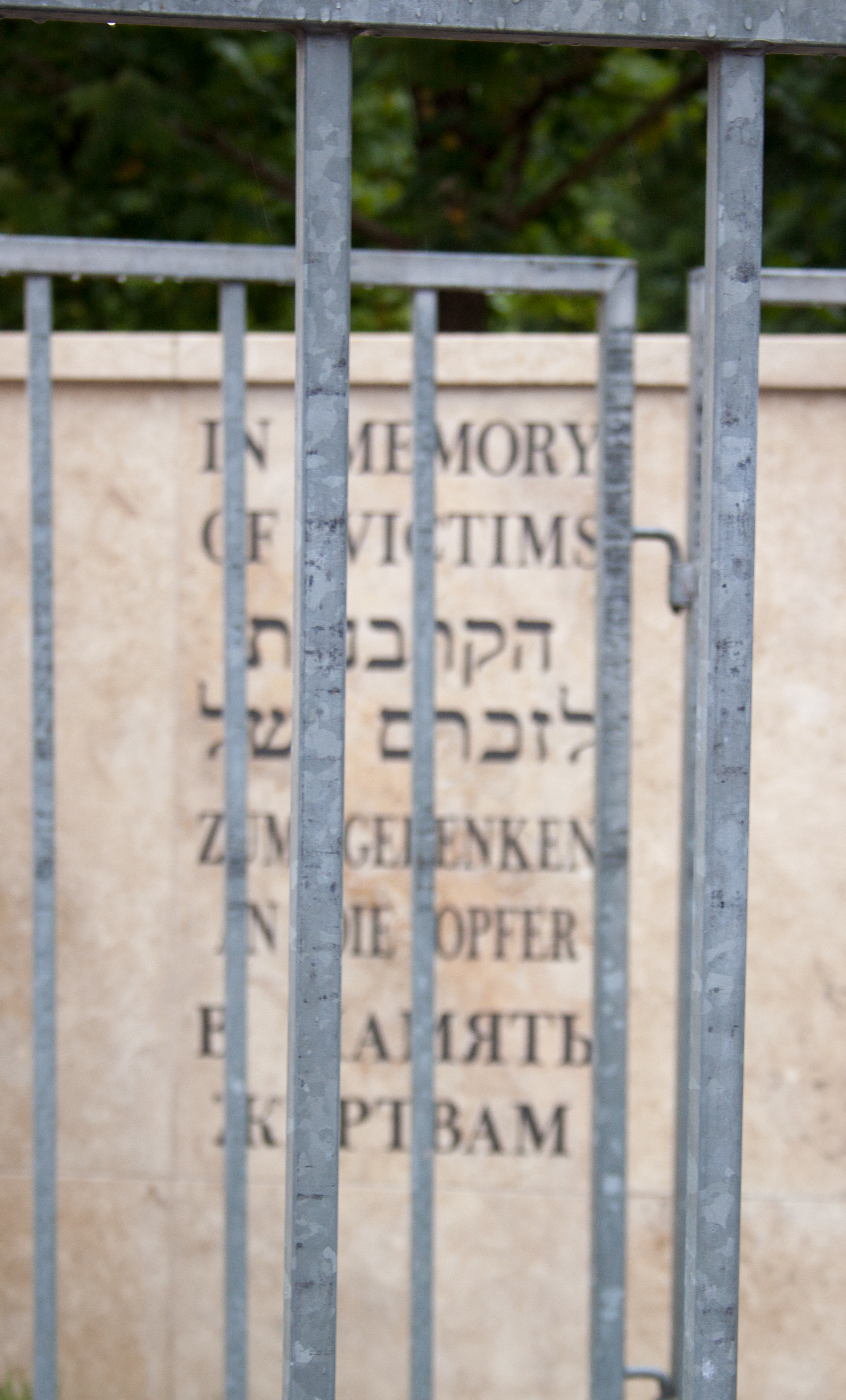
Az emlékmű idegen nyelvű feliratai (fentről lefelé az angol, a héber, a német és az orosz nyelvű szöveg) a kettős kordon mögött

Az emlékmű részét képező csonka oszlopok egyikén „Az áldozatok emlékére” felirat van. Az oszlop mögött álló kőtáblán ennek a feliratnak az angol, német, orosz és héber nyelvű fordítása is szerepel, amit a Miniszterelnökség és a Magyar Tudományos Akadémia megbízásából Országos Fordító és Fordításhitelesítő Iroda (OFFI) készített és hitelesített.
A héber változat nyelvhelyességét bírálta Radnóti Zoltán rabbi, aki szerint az ’áldozat’ szó fordítása (קרבן, korbán) és a szöveg szórendje is helytelen. A hiteles fordítást és az emlékműre vésett feliratot összehasonlítva jól látható, hogy a háromszavas héber „לזכרם של הקרבנות” szöveget, amelyet a fordító egy sorba írt, az emlékműre két sorban vésték föl, méghozzá úgy, hogy a bal szélen álló „הקרבנות” szó felülre, a középen illetve a jobb szélen álló „לזכרם של” szavak pedig alulra kerültek, dacára annak, hogy a héber írást jobbról balra (és felülről lefelé) kell olvasni. Az üggyel kapcsolatban Lázár János miniszterelnökségi államtitkár ígéretet tett arra, hogy vizsgálatot indít, és ha bebizonyosodik a hiba, bocsánatot fog kérni és intézkedni fog a kijavításról.
Július 22-én az Országos Fordító és Fordításhitelesítő Iroda közleményében azt nyilatkozta, hogy a „héber nyelvű fordítás pontos, de a szöveg az emlékműre hibás szórenddel került fel”, ugyanis a birtokos szerkezet két tagja a felirat tördelésekor felcserélődött, ami valóban értelemzavaró. A kifogásolt héber kifejezéssel kapcsolatban tudatták, hogy az iroda fordítói, lektorai és más, általuk megkérdezett anyanyelvi források szerint „a mai beszélt nyelvben széles körben használatos, semleges és általános kifejezés az áldozatokra, ide értve a holokauszt áldozatait is”. A kifejezést használja ’a holokauszt áldozatai’ értelemben a Jad Vasem is. A Nyelv és Tudomány szerint a korbán kifejezés a mai héberben jelentheti valaminek az áldozatát, ám a holokauszt megjelölése nélkül tényleg értelmezhető ’templomi áldozat’-ként a szó. Kálmán László hibásnak tartja továbbá azt, hogy a szöveget nem a mai, hanem a bibliai héber betűkkel vésték fel, hiszen azokat Izraelben is csak a vallási témájú szövegekben, emlékműveken használják.
A Professzionális Fordításszolgáltatók Egyesülete (Proford) közleményében kritizálta az angol és az orosz nyelvű felirat helyességét is.

## Jogi háttér
Az emlékmű létrehozásáról a Kormány 2013. december 31-én kelt 2056/2013. (XII. 31.) Korm. határozata rendelkezett. A határozat szerint a „Kormány társadalompolitikai szempontból fontos célnak tartja, hogy Magyarország német megszállásának 70. évfordulójára,
2014. március 19. napjára megvalósuljon a megszállásnak emléket állító emlékmű”. Az emlékmű helyszínéül a Budapest V. kerületi Szabadság teret jelöli meg a határozat, és egyben felkéri az illetékes V. kerületi önkormányzatot, hogy az ehhez szükséges önkormányzati döntéseket hozza meg.
Az ugyanaznap kelt 565/2013. (XII. 31.) Korm. rendelet az emlékmű felállítását nemzetgazdasági szempontból kiemelt jelentőségű üggyé nyilvánította, és a projekt vezetésére kormánymegbízottat jelölt ki. A rendelet kimondja, hogy az emlékmű felállításával kapcsolatban nem kell építészeti-műszaki tervtanácsi véleményt beszerezni, nem kell településképi véleményezési eljárást lefolytatni és településképi bejelentési eljárásnak nincs helye. A rendelet szerint az emlékmű létrehozásával kapcsolatos közigazgatási hatósági döntések az esetleges fellebbezésekre tekintet nélkül végrehajthatóak.
2014. február 19-én a Kormány elfogadta az 1077/2014. (II. 19.) Korm. határozatot, amely az emlékmű elkészülésére eredetileg kijelölt 2014. március 19-i határidőt május 31-re módosította. Az emlékmű végül július 20-án készült el.

## Galéria

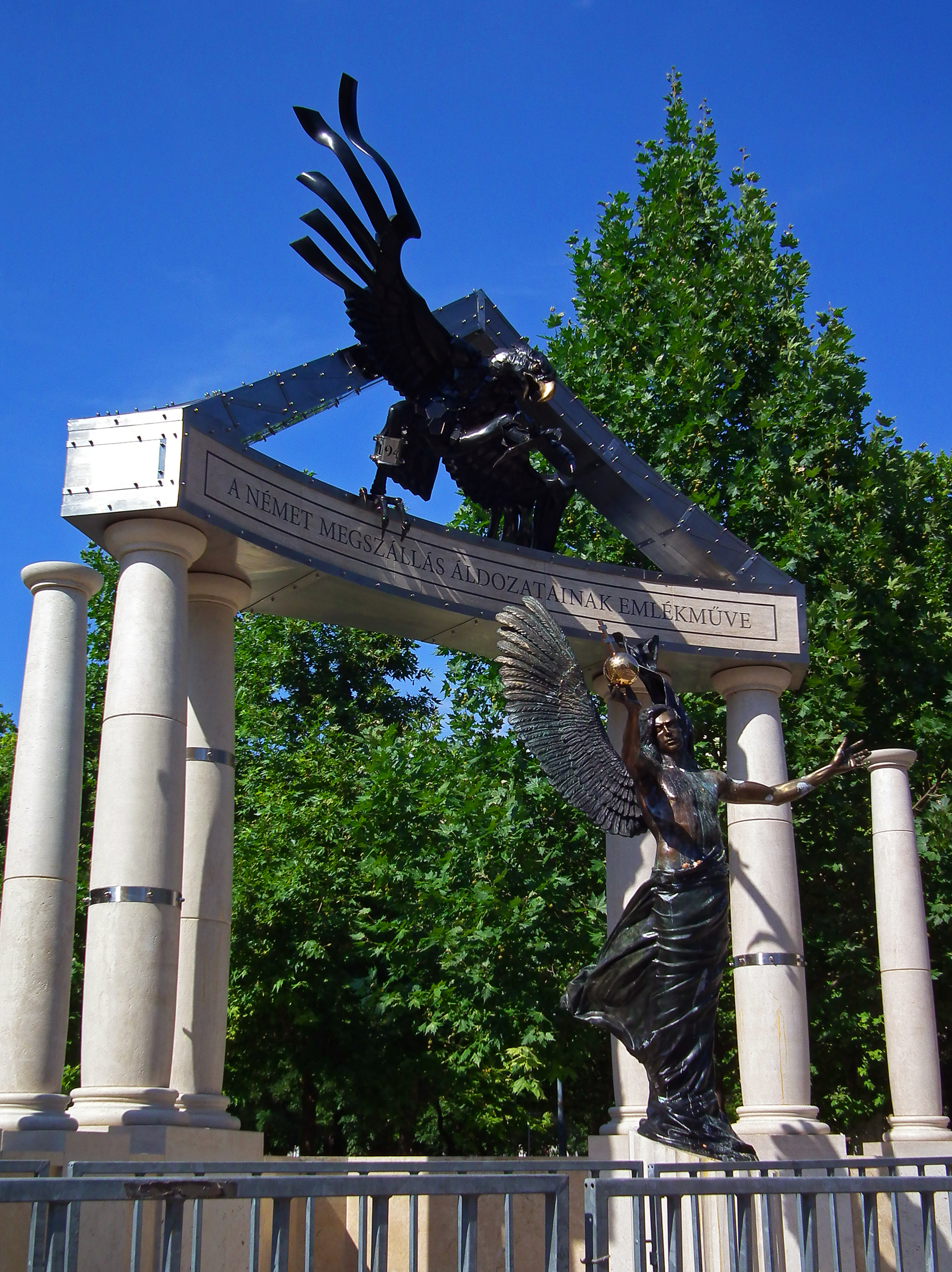
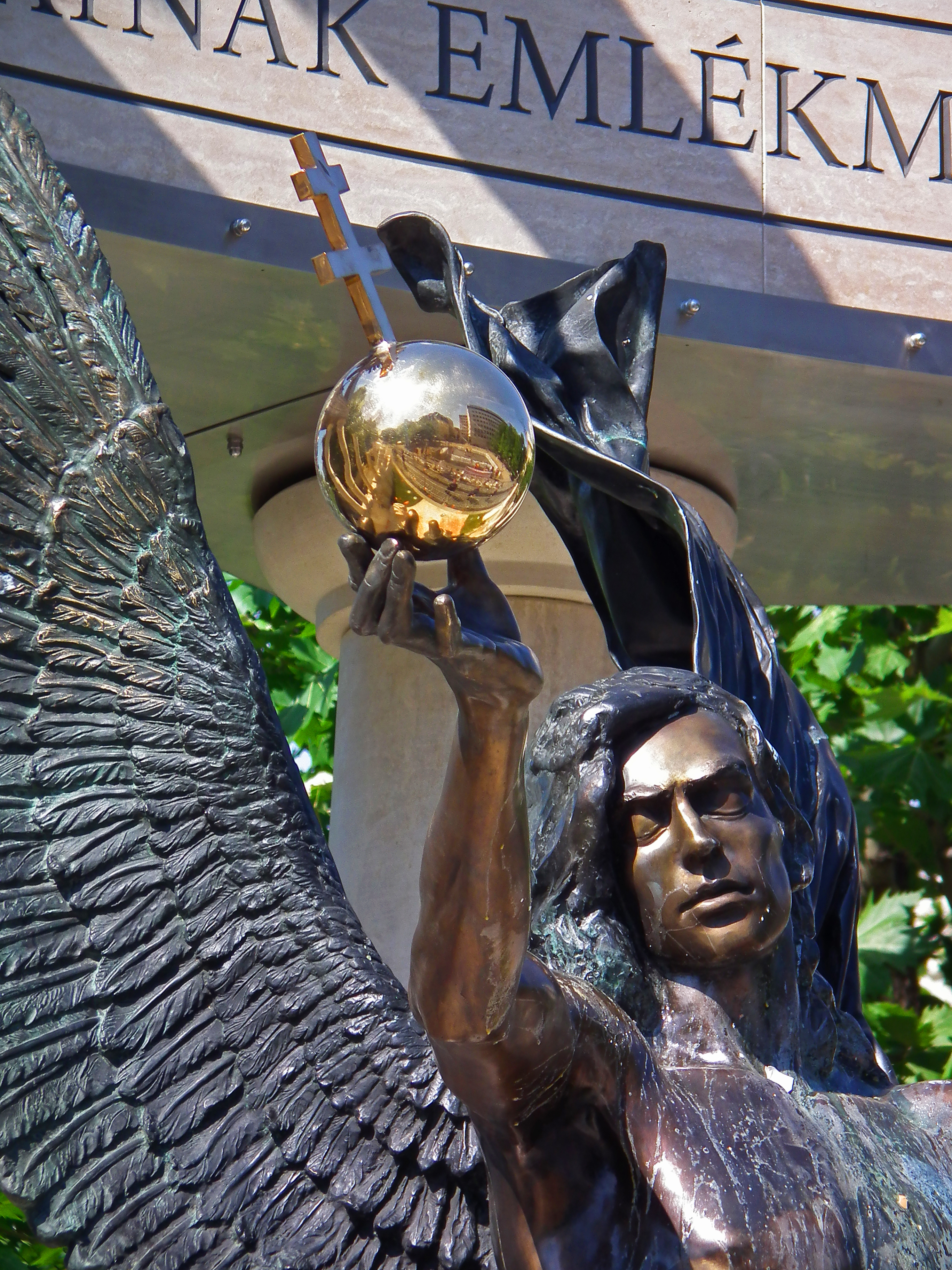
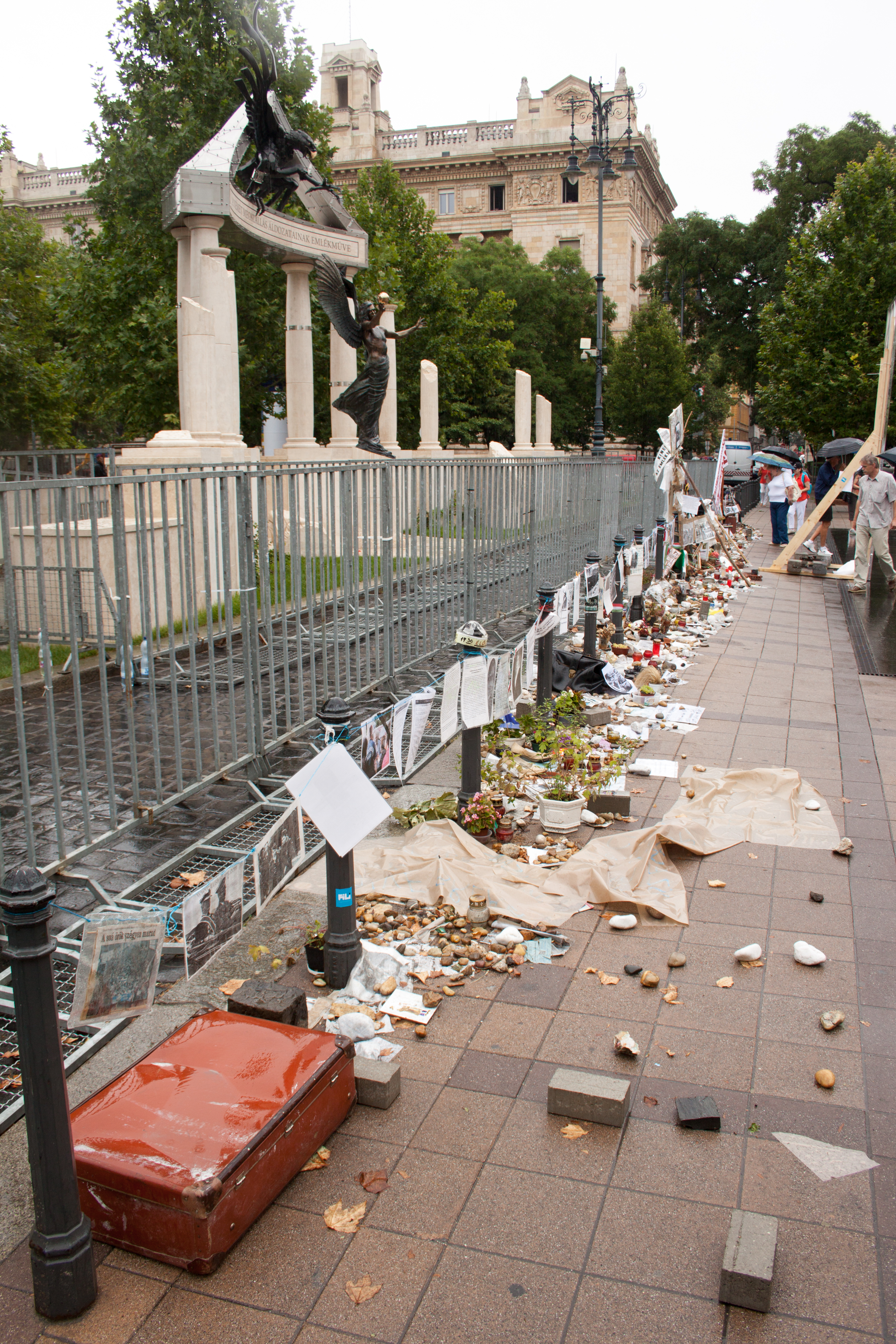
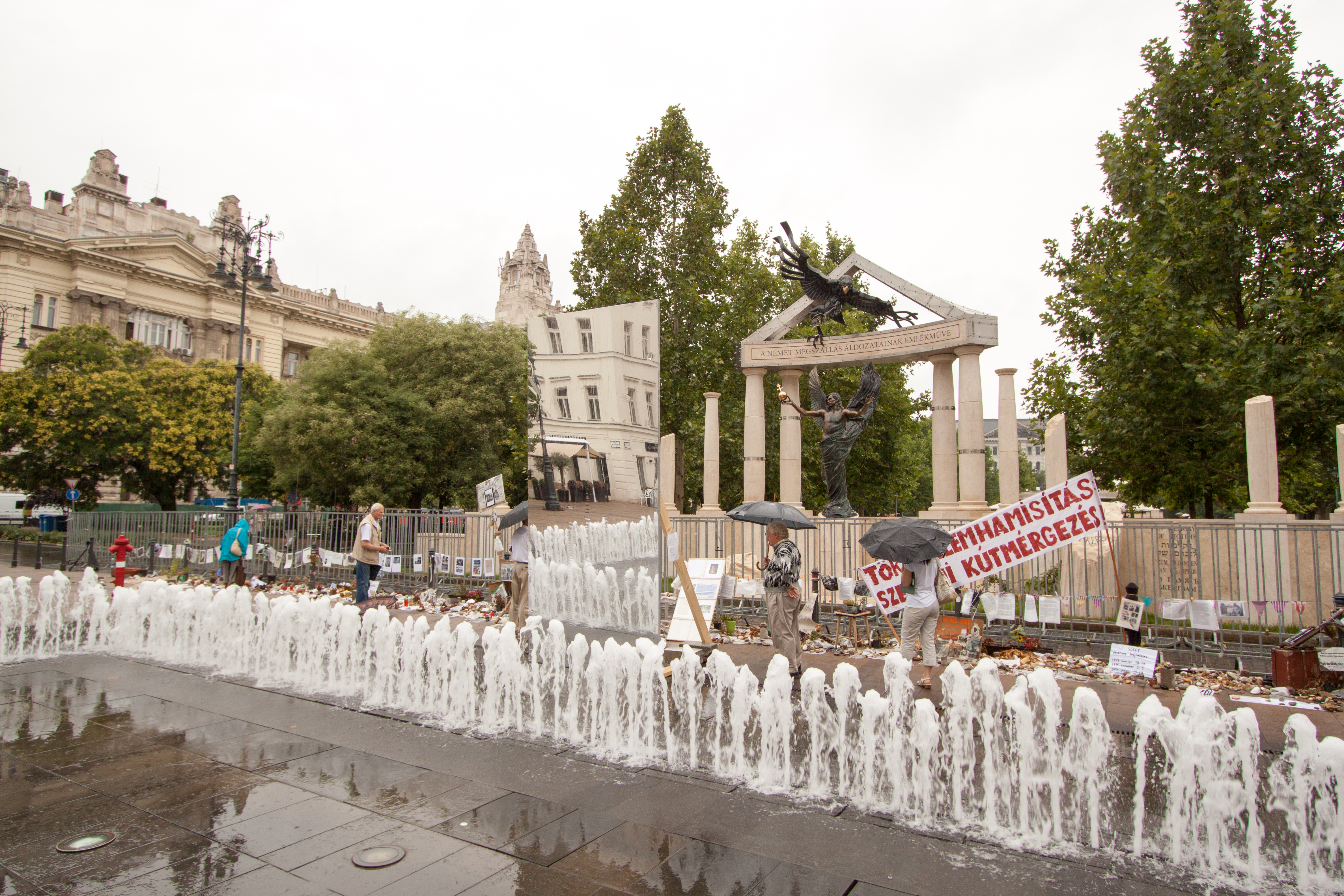
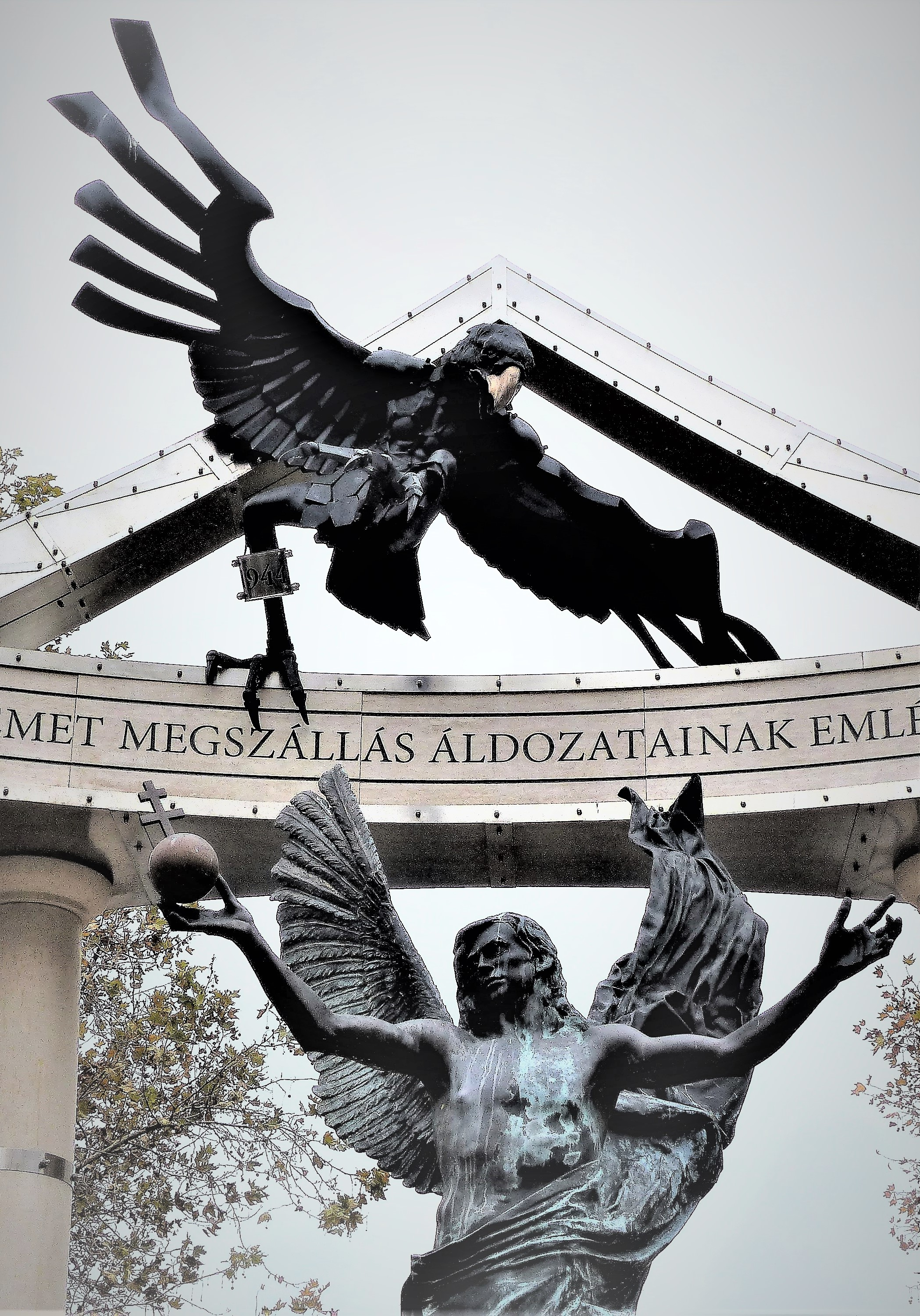